# تماشای راین
تماشای راین (انگلیسی: Watch on the Rhine) فیلمی در ژانر جاسوسی و درام به کارگردانی هرمان شوملین و هال مور است که در سال ۱۹۴۳ منتشر شد.

## خلاصه داستان
«سارا» و «کرت میلر» به همراه سه فرزند خود پس از هجده سال زندگی در اروپا به خانه مادر خود در واشینگتن بازمی‌گردند.کنتی رومانیایی که در آنجا زندگی می‌کند از طریق یکی از دوستان خود در سفارت آلمان متوجه می‌شود که «کرت» برای یک سازمان مخفی ضد نازی در آلمان کار می‌کند…

## جوایز
این فیلم برنده اسکار بهترین بازیگر نقش اول مرد و کاندیدای ۳ اسکار دیگر (کاندیدای اسکار بهترین فیلمنامه-کاندیدای اسکار بهترین بازیگر نقش مکمل زن-کاندیدای اسکار بهترین فیلم) در سال ۱۹۴۴ شد.

## بازیگران
- بت دیویس
- پل لوکاس
- جرالدین فیتزجرالد
- لوسیل واتسون
- بولا بوندی
- دونالد وودز
- آنتونی کاروسو
- اریک رابرتز
- گلن کاوندر
- هاوارد هیکمن

## جوایز
- برنده جایزه اسکار بهترین بازیگر نقش اول مرد ۱۹۴۳ (پل لوکاس)
- برنده جایزه گلدن گلوب بهترین بازیگر مرد فیلم درام ۱۹۴۳ (پل لوکاس)